# Cecil Calvert
Cecil Calvert, 2. baron Baltimore (Cæcilius Calvert) zvaný též Lord Baltimore (8. srpna 1605 – 30. listopadu 1675) byl anglický politik, peer a právník, první majitel Marylandu. Narodil se v Kentu v roce 1605 a zdědil vlastnické právo po smrti svého otce George Calverta, 1. barona Baltimora, pro kterého bylo určeno. Calvert založil a spravoval provincii Maryland jako vlastnickou kolonii pro anglické katolíky ze svého anglického venkovského sídla Kiplin Hall v severním Yorkshiru.
Jako katolík pokračoval v odkazu svého otce a prosazoval v kolonii náboženskou toleranci. Podílel se také na založení kolonie Newfoundland a provincie Avalon. Maryland se rychle stal útočištěm anglických katolíků v Americe, zejména kvůli rostoucímu náboženskému pronásledování v Anglii. Calvert spravoval Maryland čtyřiačtyřicet let a zemřel v Anglii v roce 1675. Po jeho smrti protestantská revoluce v roce 1689 svrhla katolickou kontrolu nad kolonií a nastolila nadvládu protestantů.

## Raný život a vzdělání
Narodil se 8. srpna 1605 v anglickém Kentu Georgi Calvertovi mladému anglickému právníkovi, který byl asistentem lorda Cecila (1563–1612), státního tajemníka krále Jakuba I., a byl pokřtěn „Cecilius“ na počest otcova zaměstnavatele. Jeho matka, otcova manželka, se jmenovala Anne Mynne (nebo Mayne) a byl prvním z několika synů. V té době byl jeho otec pod tlakem, aby se přizpůsobil, a všech deset dětí bylo pokřtěno v anglikánské církvi.
V roce 1621 Calvert nastoupil na Trinity College v Oxfordu. Jeho matka zemřela následujícího roku. V roce 1625 byl jeho otec George Calvert jmenován prvním baronem Baltimorem z Baltimoru v hrabství Longford v irském šlechtickém rodě (Peerage of Ireland), což mu však nezajistilo místo v anglické Sněmovně lordů. V témže roce formálně konvertoval ke katolicismu a je pravděpodobné, že ho jeho děti následovaly; přinejmenším jeho synové.
V roce 1628 se Cecil Calvert vydal se svým otcem, většinou svých sourozenců a nevlastní matkou do nově osídlené kolonie Newfoundland. Kolonie ztroskotala kvůli nemocem, extrémním mrazům a útokům Francouzů a rodina se vrátila do Anglie.
Cecil Calvert se stal druhým baronem Baltimorem po smrti svého otce v dubnu 1632. Dne 8. srpna 1633 byl nový lord Baltimore povolán do advokátní komory jako advokát (barrister) z Gray's Inn.

## Osídlení kolonie Maryland

### Marylandská charta (listina)
Lord Baltimore, jak se Cecil nyní jmenoval, obdržel od krále Karla I. listinu pro novou kolonii Maryland, která měla být pojmenována po královně manželce Henriettě Marii (manželce krále Karla I.). Stalo se tak krátce po smrti jeho otce Jiřího v dubnu 1632, který dlouho usiloval o získání listiny k založení kolonie ve středoatlantické oblasti, jež by sloužila jako útočiště pro anglické římské katolíky. Původní grant měl zahrnovat západní pobřeží zálivu Chesapeake až k řece Potomac a celé východní pobřeží (později známé jako poloostrov Delmarva).
Když si Koruna uvědomila, že osadníci z Virginie již překročili záliv a začali osidlovat jižní cíp východního pobřeží, byl grant upraven tak, aby zahrnoval východní pobřeží pouze po linii vedenou východně od ústí řeky Potomac (včetně budoucího státu Delaware). Po této úpravě byla 20. června 1632 potvrzena finální listina. Tato listina měla být předmětem ostrých sporů mezi dědici 2. lorda Baltimora a Pennovou rodinou v rámci sporu o hranice mezi Pennem a Calvertem.
Baltimorův poplatek za chartu, která byla právně pronájmem půdy od krále, činil jednu pětinu veškerého nalezeného zlata a stříbra a dodání dvou indiánských šípů na královský hrad ve Windsoru každé Velikonoce. Listina zřídila Maryland jako palatinát a dávala Baltimorovi a jeho potomkům práva téměř rovnocenná právům nezávislého státu, včetně práva vést válku, vybírat daně a ustavovat koloniální šlechtu. V otázkách výkladu práv se listina vykládala ve prospěch vlastníka.
Příznivci kolonie Virginie v Anglii se postavili proti Chartě, protože neměli zájem na tom, aby na severu vznikla konkurenční kolonie. Baltimore místo toho, aby se sám vydal do kolonie, zůstal v Anglii, aby se vypořádal s politickou hrozbou, a místo sebe poslal svého dalšího mladšího bratra Leonarda. Ten do Marylandu nikdy neodcestoval.
Zatímco se výprava připravovala, Baltimore byl v Anglii zaneprázdněn obranou Charty z roku 1632 před bývalými členy Virginské společnosti. Ti se snažili získat zpět svou původní listinu včetně celé nové kolonie Maryland, která byla dříve zahrnuta do domén označovaných jako součást Virginie. Neformálně se snažili zmařit založení další kolonie již několik let, ale první formální stížnost podali „pánům zahraničních plantáží“ (Lords of Trade and Plantations) v červenci 1633. Stížnost tvrdila, že Maryland nebyl skutečně neosídlený, jak se uvádí v zakládací listině, protože William Claiborne předtím provozoval obchodní stanici na ostrově Kent uprostřed zálivu Chesapeake u východního pobřeží. Tvrdila také, že Charta je natolik široká, že porušuje svobody poddaných kolonie. V té době ještě v Marylandu pobývalo jen málo obyvatel.

### ArkaDove

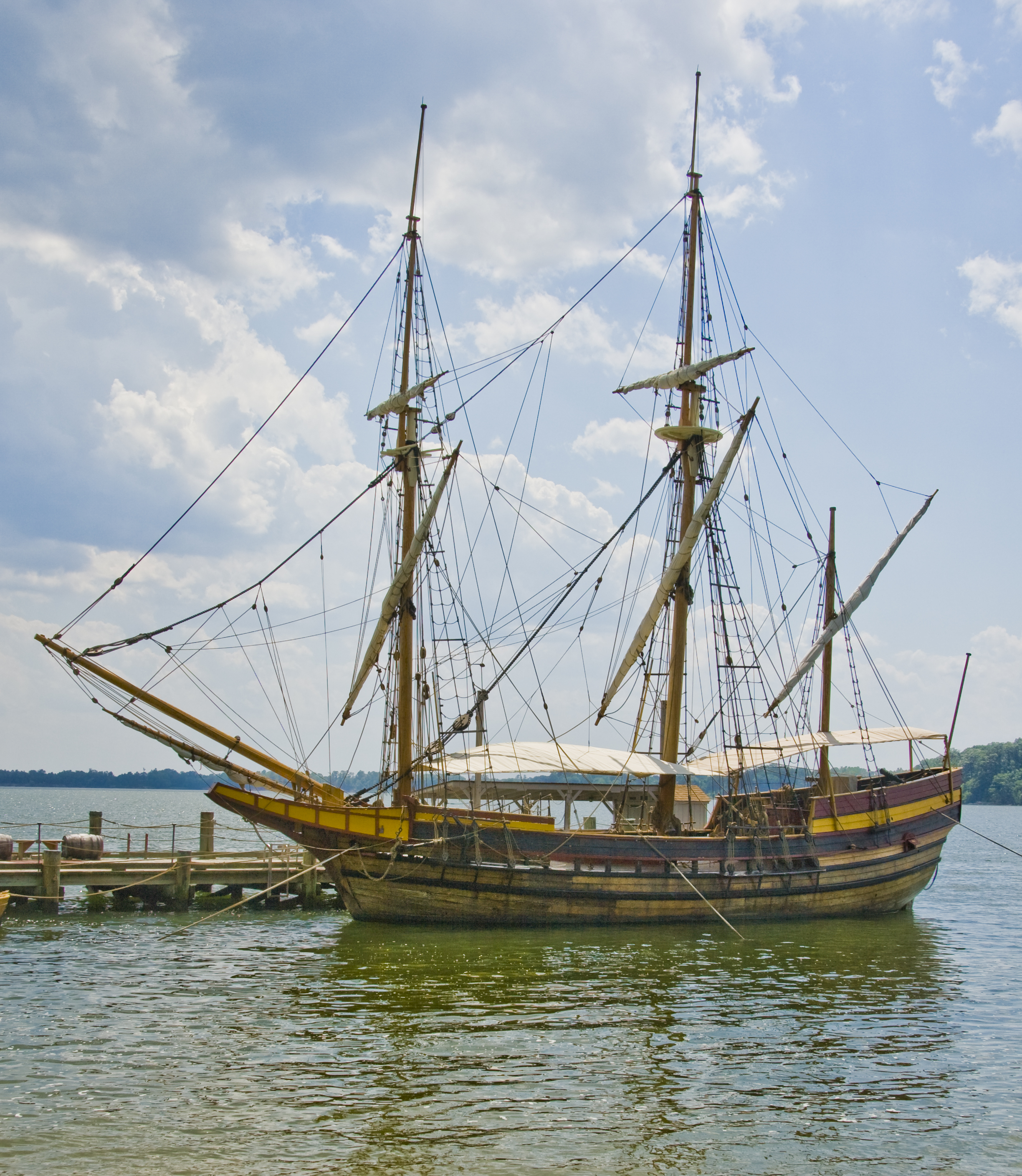
Moderní rekonstrukce lodi Dove, jedné ze dvou lodí, které v roce 1634 vezly osadníky, aby založili první osadu Lorda Baltimora v Marylandu.

První výpravu tvořily dvě lodě, které dříve patřily Baltimorovu otci Georgovi, Ark a Dove. Vypluly z Gravesendu v Kentu se 128 osadníky na palubě. Britské královské námořnictvo je pronásledovalo a přinutilo k návratu, aby osadníci složili přísahu věrnosti králi, jak to vyžadoval zákon. Poté v říjnu 1632 odpluli na ostrov Wight, aby vyzvedli další osadníky. Tam se před vyplutím lodí přes Atlantský oceán nalodili dva jezuitští kněží (včetně otce Andrewa Whitea) a dalších téměř 200 osadníků.
Baltimore zaslal podrobné pokyny pro správu kolonie. Nařídil svému bratrovi, aby vyhledal informace o těch, kdo se pokusili kolonii zmařit, a aby kontaktoval Williama Claiborna a zjistil jeho záměry s obchodní stanicí na ostrově Kent. Zdůraznil také důležitost náboženské tolerance mezi kolonisty, mezi nimiž byl téměř stejný počet katolíků a protestantů.

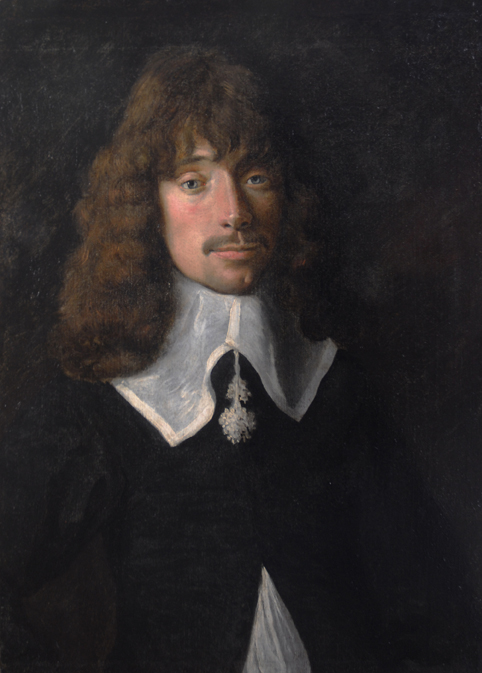
Leonard Calvert, mladší bratr lorda Baltimora a první guvernér kolonie Maryland.

S těmito posledními instrukcemi se výprava vydala přes Atlantik a vplula přes mys Charles a mys Henry do velkého přístavu a dolního zálivu zvaného Hampton Roads u vjezdu do zálivu Chesapeake a ústí řeky James. Po setkání s Virgiňany v jejich kolonii a hlavním městě Jamestownu pokračovali proti proudu zálivu k řece Potomac, pak dále proti proudu a 25. března 1634 se vylodili na ostrově Blakistone (později nazývaném ostrov sv. Klementa). Tam vztyčili kříž a s otcem Whitem slavili první mši. O několik dní později se vrátili po proudu řeky a 27. března 1634 založili první osadu v St Mary's City (v budoucím okrese St. Mary's County) na pozemcích zakoupených od domorodého kmene Yaocomico, větve indiánů Piscataway.
Z Anglie se Baltimore snažil řídit politické vztahy s korunou a dalšími složkami státní správy. Claiborne, obchodník na ostrově Kent, kladl novému osídlení odpor a vedl proti němu několik námořních střetů.
Calvert se snažil být do řízení kolonie zapojen, i když ji nikdy nenavštívil. Během svého dlouhého působení vládl prostřednictvím zástupců: prvním byl jeho mladší bratr Leonard Calvert (1606–1647) a posledním jeho jediný syn Charles.

## Krize před a během anglické občanské války
Hlavní článek: Bitva u Severnu
Tento počin se uskutečnil v kontextu vážných nepokojů v Anglii. V roce 1629 král Karel I. rozpustil parlament a následujících jedenáct let vládl bez konzultace s jakýmkoli zastupitelským orgánem. Arcibiskup z Canterbury William Laud a jeho Hvězdná komora vedli kampaň proti puritánům i katolíkům. V důsledku toho začali puritáni a separatisté emigrovat do Nové Anglie do kolonií Plymouth a Massachusettský záliv. Katolíci začali vnímat Maryland jako možné anglicky mluvící útočiště.
Lord Baltimore, katolík, se během anglické občanské války snažil udržet Maryland v držení a přesvědčit parlament o své loajalitě; guvernérem jmenoval protestanta Williama Stonea. Předpokládá se, že tak učinil výhradně proto, aby si udržel držbu kolonie během občanské války, neboť jeho loajalita patřila králi Karlovi.

## Náboženská tolerance

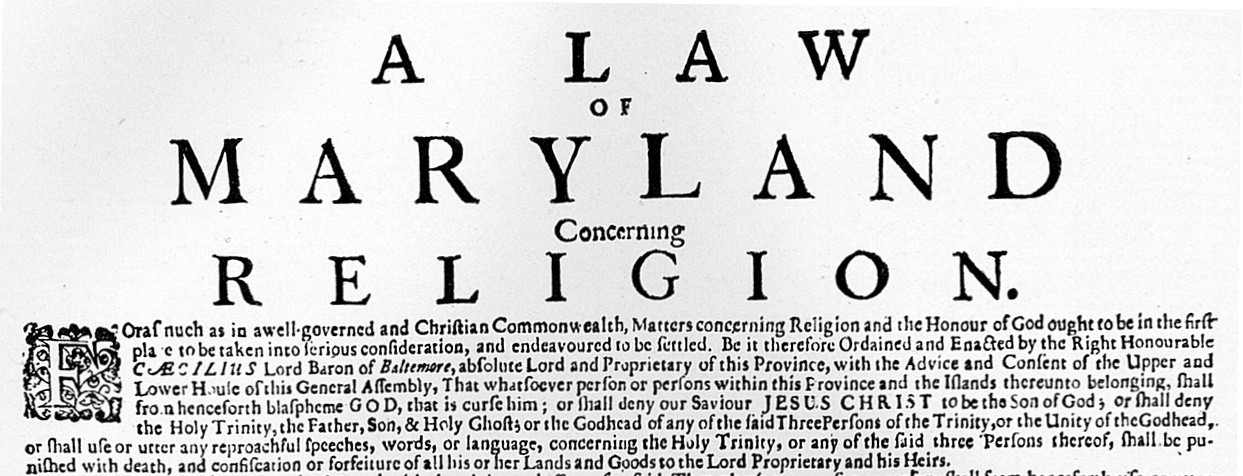
Marylandský zákon o toleranci přijatý v roce 1649

21. dubna 1649 byl v Marylandu přijat Marylandský toleranční zákon, známý také jako „Zákon o náboženství“, který nařizoval náboženskou toleranci pouze pro trinitární křesťany (ty, kteří vyznávají víru v „Nejsvětější Trojici“ – Otce, Syna a Ducha svatého, s výjimkou netrinitárních vyznání). Byl přijat 21. září 1649 Valným shromážděním kolonie Maryland a byl prvním zákonem zavádějícím náboženskou toleranci v britských severoamerických koloniích. Calvertovi usilovali o přijetí zákona na ochranu katolických osadníků a nekonformních protestantů, kteří se nepřizpůsobili zavedené anglikánské církvi. Tento zákon byl však krátce po svém přijetí zrušen.

## Baltimorova kolonie v Newfoundlandu
Rodina lorda Baltimora vlastnila také Ferryland a provincii Avalon v Newfoundlandu. George Calvert, 1. baron Baltimore, spravoval kolonii v letech 1629–1632, kdy odjel do kolonie Virginie a později navštívil severní oblasti podél Chesapeake Bay (kam patřil i budoucí Maryland). V roce 1637 však sir David Kirke získal listinu, která Cecilovi udělovala právo na celý ostrov Newfoundland a nahradila listinu udělenou jeho otci Georgovi. Druhý lord Baltimore proti nové listině bojoval. Ačkoli v roce 1661 dosáhl oficiálního uznání staré Avalonské charty, nikdy se nepokusil o znovuzískání Avalonské kolonie. Sir George Calvert, lord Baltimore, uváděl jako jeden z důvodů opuštění kolonie Avalon v roce 1629 obrovské náklady na boj s francouzským soukromníkem de la Rade.

## Manželství a rodina

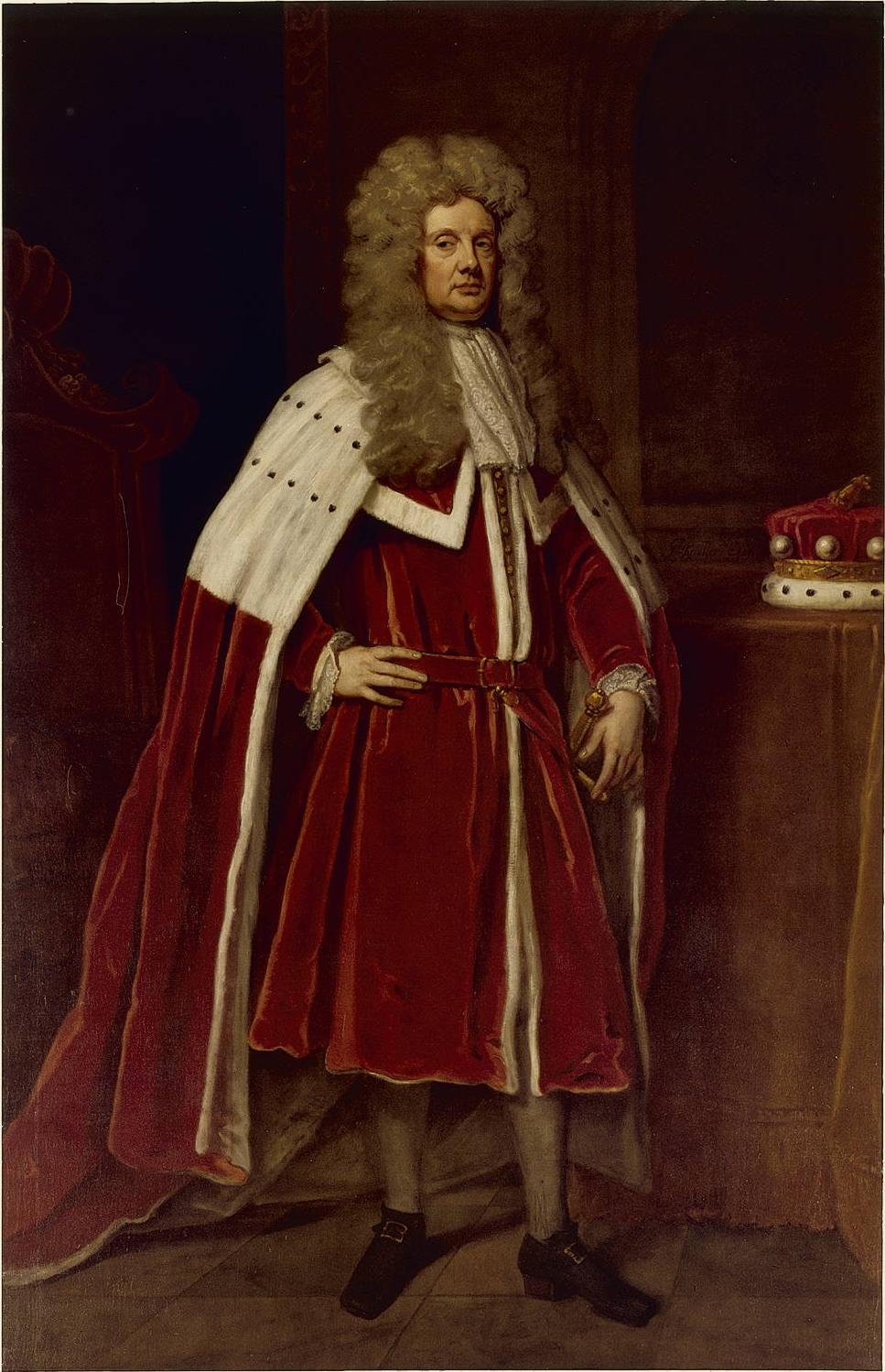
Cecilův syn a dědic Charles, 3. baron Baltimore

V roce 1627 nebo 1628 se oženil s Annou Arundellovou, Reichsgräfin von Wardour, dcerou Thomase Arundella, 1. barona Arundella z Wardouru. Měli devět dětí. Z devíti se dospělosti dožily pouze tři, včetně Charlese, 3. barona Baltimora. Později se její jméno stalo inspirací pro pojmenování jednoho z prvních „erected“ (založených) okresů, a to Anne Arundel County v Marylandu. Annin otec pro ni v roce 1637 postavil Hook Manor, venkovské sídlo poblíž Semley ve Wiltshire, a v roce 1639 dům (který stojí i ve 21. století) daroval manželům.
Cecil, 2. lord Baltimore, zemřel 30. listopadu 1675 v Middlesexu v Anglii. Jeho nástupcem se stal jeho syn a dědic Charles.

## Smrt a pohřeb
Zemřel v Anglii 30. listopadu 1675 ve věku 70 let. Farní záznamy uvádějí, že je pohřben v kostele St. Giles-in-the-Fields v Londýně ve Velké Británii, ačkoli přesné místo jeho hrobu není známo.
Pamětní deska Cecilu Calvertovi byla na kostele svatého Gilese umístěna v roce 1996 guvernérem státu Maryland. Nicméně genealogové pro Kiplin Hall uvádějí: „Řada prvních Calvertů byla pohřbena v St Giles in the Fields, Charing Cross Road, Londýn. Zatím si nemůžeme být jisti, zda je Cecil jedním z nich.“ Důvodem je pravděpodobně špatná evidence katolických pohřbů nebo četné epidemie nemocí, které zahltily pohřební personál a vedly ke zmatkům ve farních matrikách.

## Odkaz a vyznamenání

### Maryland

V roce 1904 byl znak přijat jako oficiální vlajka státu Maryland. Je to jediná státní vlajka USA, která vychází z britské a irské heraldiky.

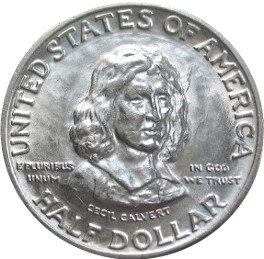
2. baron Baltimore je vyobrazen na půldolarové minci k výročí založení státu Maryland z roku 1934, jejímž autorem je Hans Schuler.

Na počest baronů Baltimoru vznikla řada místopisných názvů, včetně názvů okresů Baltimore, Calvert, Cecil, Charles a Frederick.
Města, která obsahují varianty jména Calvert a Lord Baltimore:
- Město Baltimore
- Leonardtown
- St. Leonard
- Calvert Cliffs
- Anne Arundel County (původní hláskování jména Anne Arundel je zachováno v názvu organizace zabývající se dědictvím okresu – „Ann Arundell County Historical Society“)[36]

Názvy ulic:
- Cecil Avenue
- Calvert Street
- Charles Street v Baltimoru
- Calvert Street v Brooklynu čtvrti jižního Baltimoru
- Calvert Street ve Washingtonu
- Baltimore Avenue v Ocean City v Marylandu
- Baltimore Street v Cumberlandu v Marylandu
- Baltimore Street v La Platě v Marylandu
- Baltimore-Annapolis Boulevard (Maryland Route 648)
- Baltimore-Washington Parkway
- Lord Baltimore Drive v Owings v Marylandu
- Lord Cecil Drive v Owings v Marylandu

Socha Cecila, lorda Baltimora, od sochaře Alberta Weinerta z roku 1908, pro niž byl modelem Francis X. Bushman, stojí na schodech u západního vchodu do budovy obvodního soudu města Baltimore (postavena 1896–1900 – přejmenována na Clarence M. Mitchell, Jr. Courthouse v 80. letech 20. století) s výhledem na ulici Saint Paul Street a malé Court Plaza s fontánou. Zde se každoročně konají slavnostní obřady „Maryland Day“ (25. března), které pokračují v propracované hale a slavnostních soudních síních.
Okres Harford je pojmenován po Henrym Harfordovi, nemanželském synovi Fredericka Calverta, 6. barona Baltimoru. Ačkoli mu jeho rodový stav znemožňoval zdědit šlechtický titul, zdědil lordské vlastnictví, aby o něj později během americké revoluce přišel.
Vlajka Marylandu používá erb Cecilů spolu s černým a zlatými paly (6 svislých pruhů) Calvertů (otcův rod), s ohybem vpravo protilehlým, a červeným a bílým spodním (trojlistým) protilehlým křížem Crosslandů (matčin rod). Vlajka poprvé zavlála 11. října 1880 v Baltimoru u nově reorganizované Marylandské národní gardy (státní milice) na přehlídce u příležitosti 150. výročí založení města Baltimore (1729–1730). Stejně tak zavlála 25. října 1888 na Gettysburském bojišti při slavnostním odhalení pomníků marylandských pluků Potomacké armády a armády Konfederace. Během občanské války používali černé a zlaté šavle jako symbol na uniformách a praporech vojáci a jednotky Severu (Unie) v Marylandu a dnový kříž z Crosslands pluky Jihu (Konfederace) v Marylandu. Pozdější sjednocení obou čtverců koloniální pečeti a vlastnického rodinného erbu v rozšířeném používání „marylandské vlajky“ na konci 19. a počátku 20. století symbolizovalo poválečné usmíření obou stran ostře rozděleného pohraničního státu. Oficiálně byla přijata jako státní vlajka v roce 1904.
Velkou pečeť Marylandu, která byla ukradena v roce 1645, nahradil Cecil podobnou pečetí. Na pečeti je vyobrazen Calvertův znak a heslo, které se dodnes používá ve vládě Marylandu.

### Newfoundland
- Na poloostrově Avalon v Newfoundlandu se nachází osada Calvert.
- Baltimore School se nachází v nedalekém Ferrylandu.

## Erb

Znaky baronů Baltimorských, které byly uděleny 2. baronovi. Erb navrhla College of Arms v Londýně.

Černé a zlaté čtvrtě byly erbem samotných Calvertů, zatímco červené a stříbrné byly erbem Crosslandů, rodiny matky prvního barona, Alice.
Štít:
- (Calvert): Čtvrtkruhově, 1. a 4. palisáda šesti orlů a sobolů, ohyb protilehlý (Calvert),
- 2. a 3. čtvrtkruhový argentinský a červený, nad tím vším kříž dno protilehlé (Crosslands).

Znak: Z vévodské korouhve vyrůstají 2 vlající praporce, pravý Or, levý Sable

Příznivci: Ze stran dva strážící leopardi
Motto: (italsky), Fatti maschii, parole femine, což znamená „Mužné činy, ženská slova“.
Erb byl inspirací pro pojmenování volavky baltimorské, jejíž oranžové a černé peří připomíná erb lorda Baltimora. Tento pták se stal inspirací pro název baseballového týmu Baltimore Orioles.